# Honda Uni-Cub
Der Honda Uni-Cub ist ein elektrisches Fahrzeug, das zum Transport einer sitzenden Person dient. Der Fahrer steuert das Gerät durch die Verlagerung seines Körpergewichts. Die hierfür verwendete Sensorik wurde zuerst für den ASIMO konzipiert. Nach einem ähnlichen Prinzip arbeitet bereits der Segway PT.

## Entwicklung

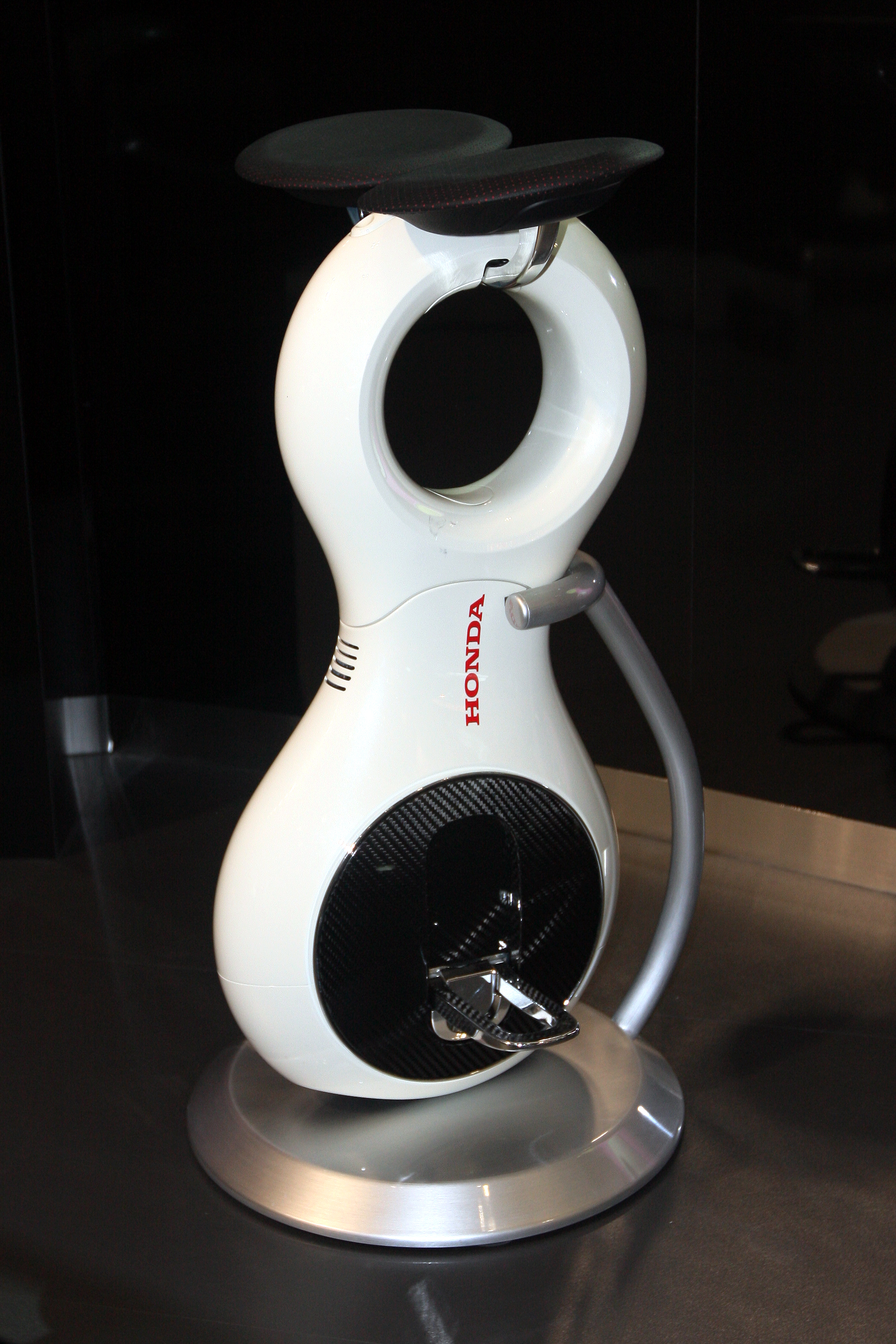
Der U3-X bei der Tokyo Motor Show 2009

Der Uni-Cub wurde im Jahr 2013 vorgestellt. Er geht zurück auf den Honda U3-X, der bereits im Jahr 2009 der Öffentlichkeit präsentiert wurde. Der größte Unterschied zwischen den beiden Modellen besteht in einem Hilfsrad, welches den Uni-Cub bei der Steuerung unterstützt und ihn gegen rückwärtiges Kippen sichert.
Die Spitzengeschwindigkeit beträgt – wie schon beim Vorgänger – 6 km/h. Der Antrieb erfolgt über eine Lithium-Ionen-Batterie. Eine Ladung reicht für zwei Stunden.
Über den Zeitpunkt der Markteinführung hat der Hersteller bisher keine Informationen bekannt gegeben.

## Öffentliche Rezeption
Im Jahr 2014 wurde der Uni-Cub prominent von der Band OK Go im Musikvideo für das Lied I won't let you down eingesetzt.